# 科蒂夫 (切爾尼希夫區)
51°1′57″N 31°0′52″E / 51.03250°N 31.01444°E
科蒂夫（烏克蘭語：Котів），是烏克蘭北部切爾尼希夫州切爾尼希夫區奥斯泰尔市镇的村庄。面積1.33平方公里，海拔高度111米，2001年人口274，人口密度每平方公里204.6人。